# Les Chansons en or
Albums de Céline Dion
Céline Dion en concert
(1985) Incognito
(1987)
Singles
1. Fais ce que tu voudras
Sortie : juin 1986

Les Chansons en or est la quatrième compilation de Céline Dion, sortie en 1986 et distribuée au Canada. Elle est constituée de titres provenant des albums La Voix du Bon Dieu (1981), Tellement j'ai d'amour… (1982), Les Chemins de ma maison (1983), Mélanie (1984) et C'est pour toi (1985).

## Historique
La seule véritable nouveauté de cette compilation est la chanson Fais ce que tu voudras. Ce titre est diffusé aussi en clip vidéo et en single. Il atteint la 36e place des classements québécois. Le premier clip francophone de la carrière de la chanteuse est tourné en Allemagne et la présente avec sa nouvelle image. Son tout premier clip est celui de la chanson Listen to the Magic Man en 1985. C'est aussi son premier enregistrement en studio en anglais. Autre innovation, Les Chansons en or est le premier album de Céline à sortir en CD.

## Liste des titres
| No  | Titre                           | Auteur                                       | Durée |
| --- | ------------------------------- | -------------------------------------------- | ----- |
| 1.  | Ce n'était qu'un rêve           | Thérèse Dion, Céline Dion, Jacques Dion      | 3:56  |
| 2.  | La Voix du Bon Dieu             | Eddy Marnay                                  | 3:21  |
| 3.  | Tellement j'ai d'amour pour toi | Marnay, Hubert Giraud                        | 2:57  |
| 4.  | D'amour ou d'amitié             | Marnay, Jean-Pierre Lang, Roland Vincent     | 4:02  |
| 5.  | Mon ami m'a quittée             | Marnay, Christian Loigerot, Thierry Geoffroy | 3:02  |
| 6.  | Les Chemins de ma maison        | Marnay, Patrick Lemaitre, Alain Bernard      | 4:02  |
| 7.  | Mon rêve de toujours            | Marnay, Jean-Pierre Goussaud                 | 4:17  |
| 8.  | Mélanie                         | Marnay, Diane Juster                         | 3:48  |
| 9.  | Une colombe                     | Marcel Lefebvre, Paul Baillargeon            | 3:13  |
| 10. | C'est pour toi                  | Marnay, François Orenn                       | 4:01  |
| 11. | Fais ce que tu voudras (inédit) | Marnay, René Grignon                         | 3:43  |

## Distribution
| Pays   | Date | Label           | Format   | Catalogue |
| ------ | ---- | --------------- | -------- | --------- |
| Canada | 1986 | Productions TBS | CD       | TBSCD 507 |
| Canada | 1986 | Productions TBS | Disque   | TBS 507   |
| Canada | 1986 | Productions TBS | Cassette | TBS 4507  |

## Classements
| Classement            | Position | Certifié | Ventes  |
| --------------------- | -------- | -------- | ------- |
| Canadian Albums Chart | —        | Platine  | 150 000 |